# مصطفی جمال‌الدین
سید مصطفی جمال الدین (۱۹۲۶–۱۹۹۶) معروف به میرزا جمال الدین است. سید مصطفی در روستای المؤمنین، روستایی در شهر سوق الشیوخ، در استان ناصریه در جنوب عراق به دنیا آمد. خانواده وی به دلیل انتساب به جد بزرگشان سید محمد که لقبش جمال الدین بود، ملقب به آل جمال الدین هستند. سید محمد یکی از دانشمندان بزرگ زمان خود بود و خانواده جمال الدین یک خانواده علمی دینی معروف در عراق و خارج آن است و هنوز هم بسیاری از دانشمندان و نویسندگان این خانواده را به پسر عموی پیامبر اسلام محمد علی بن ابی طالب از طریق موسی المبرقع فرزند محمد تقی منتسب می‌دانند.

## تحصیل
وی در مکتبهای دهکده مؤمنین تحصیل کرد و سپس برای ادامه تحصیلات ابتدایی به منطقه کرمه بنی سعید نقل مکان کرد. پس از پایان کلاس چهارم ابتدایی برای تحصیل علوم دینی به نجف مهاجرت کرد، مراحل مقدمات و سطوح را گذراند و سپس به مرحله درس خارج وارد شد و شروع به حضور در دروس سید ابوالقاسم الخویی کرد و تقریرات استاد خود را در زمینه فقه و اصول می‌نوشت. او به دلیل کسب رتبه اول در میان دانشجویان برگزیده، در سال ۱۹۶۲ به عنوان دستیار تدریس در دانشکده فقه در نجف منصوب شد و سپس در سال ۱۹۶۹ در مقطع کارشناسی ارشد در دانشگاه بغداد ثبت نام کرد و پس از سه سال در سال ۱۹۷۲ با درجه عالی فارغ‌التحصیل شد و به عنوان استاد دانشکده هنر در دانشگاه بغداد منصوب شد. مصطفی سپس در سال ۱۹۷۹ درجه دکتری عالی را از گروه زبان عربی دریافت کرد.

## فعالیت ادبی
سید جمال الدین که در یک خانواده مذهبی رشد یافته بود، در دوران متوسطه شروع به سرودن شعر کرد و هنگامی که وارد دانشگاه بود به دلیل آشناییش با دروس حوزوی وی را به سمت آشنایی با شاعران معاصر عراق، از جمله السیاب، و البیاتی، و الجواهری، و نازک الملائکه، و دیگران سوق داد. اما شعر او ترکیبی از احساس ملی و رمز و راز و دارای ابتکارات بشردوستانه شناخته شده‌است که در آن با رویدادهای زندگی تعامل می‌کند. فالح الحجیه در کتاب خود در ادبیات و هنر می‌گوید که مصطفی جمال الدین غول شعر نجفی مدرن است با پادشاهان و حاکمان و رؤسای جمهور و تأثیرگذاران عراق معاشرت و همنشینی داشتم . . . اما هیچ‌کدام از آنها را مدح و ستایش نکردم.»

## تالیفات
وی دارای چندین اثر ادبی، فقهی و سیاسی است، از جمله:
- قیاس: واقعیت و حجیت آن - پایان‌نامه کارشناسی ارشد
- استحسان حقیقت و معنی آن
- تحقیقات دستور زبان در بین اصولی‌ها - پایان‌نامه دکتری
- استفاده از جنس رهنی - یک تحقیق فقهی
- ریتم در شعر عربی از بیت تا تفعیله
- قصیده بغداد
- دیوان شعر بزرگ و چاپی
- گرفتاری باتلاق‌ها و سکوت اعراب

به اضافه دیوان‌های شعر از جمله:
- چشمانت و ملودی قدیمی
- دیوان